# River Phoenix
River Jude Phoenix (23. kolovoza 1970. – 31. listopada 1993.) bio je američki filmski glumac i glazbenik. Već u mladosti ima velike uspjehe u karijeri, te zauzima mjesto kao jedan od najobećavajućih i najperspektivnijih mladih glumaca 90-ih godina dvadesetog stoljeća. Primio je brojne pohvale zbog svojih glumačkih sposobnosti od raznih kritičara. Njegov život i obećavajuća karijera naglo su prekinuti njegovom preranom smrću u dvadeset i trećoj godini.

## Životopis
Njegov otac irsko-španjolskog podrijetla John Lee Bottom i njegova majka Arlyn Sharon Dunetz podrijetlom Židovka rođena u Bronxu pridružuju se u kasnim šezdesetim godinama 20. stoljeća kultu Children of God - Božja djeca, postaju misionari te tako putuju Južnom Amerikom. Nakon povratka u Sjedinjenje Države njegova obitelj mijenja svoje prezime u prezime Phoenix. River Phoenix je rođen kao River Jude Bottom u gradu Metolius u američkoj saveznoj državi Oregon, koji se nalazi pet milja južno od grada Madras, te je odrastao u siromaštvu. Postoji popularno vjerovanje da je rođen u brvnari, što uopće nije točno.
Umro je 31. listopada 1993. od predoziranja speedballom i persian brownom, posebnom mješavinom metamfetamina i opijata.

## Filmovi
- Silent Tongue (1994.)
- Dark Blood (1993.)
- Blues kaubojki (1993)
- The Thing Called Love (1993.)
- "Uhode" (Sneakers - 1992.)
- Dogfight (1991.)
- "Moj privatni Idaho" (My Own Private Idaho - 1991.)
- "Volim te do smrti" (I Love You to Death - 1990.)
- "Indiana Jones i posljednji križarski pohod" (Indiana Jones and the Last Crusade - 1989.)
- "Jimmy Reardon" (A Night in the Life of Jimmy Reardon - 1988.)
- "Na kraju snaga" (Running on Empty - 1988.)
- "Mali Nikita" (Little Nikita - 1988.)
- "Obala komaraca" (The Mosquito Coast - 1986.)
- Circle of Violence: A Family Drama (1986.) (TV)
- Stand By Me (1986.)
- Explorers (1985.)
- Surviving (1985.) (TV)
- Robert Kennedy & His Times (1985.)
- Backwards: The Riddle of Dyslexia (1984.)
- Celebrity (1984.)
- Seven Brides for Seven Brothers (1982.)